# 穆沙夫·阿里·米尔
穆沙夫·阿里·米尔（1947年3月5日—2003年2月20日）空军元帅，是一位有影响力的巴基斯坦政治家和将军，曾担任巴基斯坦空军的参谋长，于2000年11月20日被任命，直至2003年2月20日在一次飞机失事中意外遇难。
作为一名战斗机飞行员和战略家，他曾在三军情报局短暂地担任过指挥级职务，然后在2000年被晋升为空军元帅指挥空军。在2001-02年间，他还指挥并提供了在与印度的2001年印巴对峙期间部署军队的战略。此外，他后来前往促进美国、北约在阿富汗战争的后勤。当他所乘坐的一架飞机在巴基斯坦科哈特山口附近坠毁时，他的生涯也随之告终。
他的死一直是众多阴谋论的主题，许多美国作家指控他在2001年对美国的911事件有嫌疑。